# Tupilați (okręg Neamț)
Tupilați – wieś w Rumunii, w okręgu Neamț, w gminie Tupilați. W 2011 roku liczyła 1804 mieszkańców.